# Liste heraldischer Begriffe
Liste heraldischer Begriffe
- Unter Kreuz sind ebenfalls heraldische Begriffe zu finden.

## A
- abgeledigt: ein an seinen Enden gekürztes Heroldsbild, das nicht den Wappenrand berührt;[1] auch: abgekürzt[2] (Beispiel: Balken, Pfahl; bei einem Wappenbild in der Bedeutung „freischwebend“, etwa einem Baum, der normalerweise auf einem Grund steht)
- abgerissen: Hände, Tatzen, Kopf allein, wenn Hautfetzen noch dargestellt sind.
- abgeschnitten: Figurenteile, durch einen scharfen Schnitt abgetrennt.
- abgestuft: auch abgetreppt oder gestuft; Heroldsfigur, deren Begrenzungslinien durch einen Stufenschnitt gebildet werden.
- abgewendet: Figuren, die einander die Rückseite (Rücken an Rücken zweier Tiere) zukehren oder die Köpfe abwenden
- abwechselnde Tinktur: verwechselte Farbe
- Achseln: Sachsen (Heraldik), Flügelknochen
- Adelindiskreuz: Kreuz mit Tatzenenden
- Adlerfang: einzelnes Adlerbein im Wappen
- Affenhelm: Spangenhelm mit stark hervortretendem Visier, siehe Affe
- Aigrette: (frz.) als Helmschmuck verwendeter Federbusch
- Allianzwappen: Doppelwappen, bei Eheleuten auch Ehewappen genannt.
- Alpfuß, Alpkreuz: Pentalpha
- Alérion: (frz.) kleiner Wappenadler ohne Füße und Schnabel
- Amsel: (frz.) Merlette oder Merle; auch ein Vogel als Wappentier
- am Spalt: halbe Figur, mit der Schnittfläche an der Spaltungslinie
- Andreaskreuz: auch Schrägkreuz oder Schragen
- an der Teilungslinie: halbe Figur, mit der Schnittfläche an der Teilungslinie (s. Eltzer Wappen) oder ganze Figur auf der Teilungslinie (s. Wertingen)
- angehackt: bezeichnet Balken, Pfahl oder andere Heroldsbilder, dessen Außenlinien wie mit einer Axt bearbeitet aussehen. Die Konturlinien haben Ähnlichkeit mit Reißzähnen oder mit nicht abgeschlagenen groben Spänen. Beispiel Wappen von Hayingen
- angeschoben: Ein Turnierkragen wird mit angeschoben blasoniert, wenn er mit seiner oberen Seite den oberen Schildrand berührt
- angestückt: Heroldsbild berührt Schildrand, Metall an Metall bzw. Farbe an Farbe kommt im Bild vor.
- Ankerkreuz: Kreuzarme zu zwei seitlich auseinanderstrebenden Spitzen ausgezogen, die (wie ein Anker) nach innen gebogen sind
- Apfelkreuz: auch Kugelkreuz. Kreuzarme mit kleinen Kugeln (Äpfel) bestückt
- Arabesken: für Damazierung des Wappens gewählte freie Formen und Linien.
- Astkreuz: Kreuzarme aus natürlichen Ästen, aus knorrigen Baumstämmen waagerecht/senkrecht dargestellt
- Astschnitt: geästet, schräggestellte Zinnen
- Attribut: typisches Erkennungszeichen für Personen, insbesondere der Heiligen
- auf der Hut: ein stehender Hirsch, der den Kopf dem Betrachter (en face) zugewandt hat
- auffliegend: sitzende Vögel mit ausgebreiteten Flügeln (Scherbvogel)
- aufgerichtet: auf den Hinterbeinen stehendes vierfüßiges Tier
- Auflegung: dem Schild wird ein Schildchen mit dem entsprechenden Wappen aufgelegt. Das kleine Schildchen liegt oft auf der Herzstelle.
- ausgebogen: Heroldsbild mit nach außen gerundeten Linien ohne den mittleren Teil der Figur
- ausgerissen: Pflanzen mit dargestellter Wurzel
- ausgeschlagen: Zunge von Wappentieren: herausgestreckt; bei Formen: ausgebrochen z. B. bei Ortband, Seeblatt

## B
- Balken: auch Binde genannt; bei halber Breite ist es ein Faden, insbesondere Querfaden; max. 2/7 der Schildbreite.
- balkenweise: in der Richtung eines Balkens nebeneinander (reihenweise) angeordnet
- Bastardstab: schmaler Schrägbalken im Wappen als Zeichen der unehelichen Geburt (Bastardiese) des Wappenempfängers
- bebutzt: mit einem Butzen versehen
- bebartet: mit Kelchblättern versehene stilisierte Blüte (Rose), s. bespitzt
- befußt: Fußfarbe anders tingiert als Kralle oder Klaue (Bewehrung)
- begleitet: von kleineren Nebenfiguren umgebene Hauptfigur
- begrifft: siehe gegrifft
- behelmt: das Haupt der Wappenfigur trägt einen Helm
- Beizeichen „Steg“: die heraldische Regel gilt nicht (Metall auf Metall)
- bekappt: ist der Falke, wenn eine Kappe den Kopf verdeckt[3]
- bekrallt: Krallenfarbe (Bewehrung) anders tingiert als Fuß
- bekrönt: das Haupt der Wappenfigur trägt einen Krone
- belebt: Andersfarbigkeit der Augen, um das Tier, besonders beim Delfin, als belebt zu beschreiben.
- belegt: kleines Bild auf größerem ohne Berührung der Begrenzungen
- bemalt oder besamt: Blüte mit andersfarbig dargestelltem Innern (Butzen)
- bequastet: mit Quasten versehen, möglich bei Helmkissen, gemeine Figur, Wappenmantel oder Beutelstand, im Papstwappen die Binde- und Löseschlüssel
- bereift: ein andersfarbiger Reif des Reichsapfels
- Berg: spezifisch als Dreiberg (s. u.), als Vulkan (Saffig) und als natürlicher/stilisierter (steigende Spitze, Ayl) Berg wachsend im Schildfuß (Sengenthal)
- besamt: mit einem Samen (Butzen) versehene Blüte
- besät: viele kleine Figuren rasterartig regelmäßig im Feld, randständige Elemente durch den Rand gekappt
- beseitet: kleinere Figuren neben einer großen Figur ohne Berührung; man spricht von rechts (vorne) und / oder links (hinten) beseitet.
- besetzt und besteckt:
  - Wappen, auf dem ein anderes steht
  - kleinere Figuren am größeren Gegenstand befestigt
- beschnabelt: sind Vögel, deren Schnäbel eine eigene Farbe haben[4]
- bespitzt: mit Kelchblättern versehene stilisierte Blüte (Rose)
- bestreut: viele kleine, vollständige Figuren im Feld, den Freiräumen folgend angeordnet
- betagleuchte(r)t: Öffnungen (offene Fenster, Schießscharten, Türe, Tore) in Türmen, Burgen, Mauern, Häusern zeigen die darunterliegende Tinktur oder das Wappenbild (ab dem 17. Jahrhundert)
- bewartet[5]: das Dach eines Kastells ist mit Türmen besetzt, der mittlere ist höher
- Bewehrung: heraldischer Ausdruck für Krallen, Schnäbel, Zungen, Hörner, Flossen usw. von Wappentieren, besonders wenn in eigener, vom Träger abweichender Farbe vorkommend.
- bewindfahnet, Fahnen oder kleine Wimpel an Türmen, Schiffsmasten oder ähnlichen Bauwerken
- bewinkelt: Figur (z. B. Kreuz) wird in den vier Ecken von kleineren Nebenfiguren begleitet
- bewurzelt: Baum mit dargestellten, besonders bei abweichend vom Baum gefärbten Wurzeln
- Binde: s. Balken
- Blasonierung: Wappenbeschreibung, mündlich oder schriftlich, mit definierten heraldischen Formulierungen (Kunstsprache).
- Blume: meist spezifiziert als (heraldische) Lilie, Rose etc., selten mit Stiel (bestielt)
- Bogenschnitt: ein- oder ausgerundet gebogene Spitzen; aus dem Seitenrand ragend heißen Wolfszähne
- Bord: siehe Schildbord bzw. Innenbord
- bordweise gestellt: mehrere gemeine Figuren werden nahe dem Schildrand diesem folgend angeordnet
- Brog: (pol.) Heuschober, in der polnischen Heraldik als gemeine Figur aus vier natürlichen Pfählen mit einem aufgesetzten Strohdach
- Buchstabengemerk: Initialen, Majuskel im Wappen
- Burgunderkreuz: Astkreuz liegt als Andreaskreuz
- Büffelhörner: gemeine Figuren, die auf das Gehörn wilder Stiere als Trophäe zurückgehen; wegen der teilweise abstrakten Form oft irrtümlich als Elefantenrüssel beschrieben
- Bügelhelm: auch Spangenhelm (15. Jahrhundert)
- Butzen: Mittelstück der heraldischen Rose, auch Same genannt und mitunter anders als die Blütenblätter gefärbt.
- Byzantinisches Kreuz: auch Stufenkreuz, lateinisches Kreuz mit Stufenunterlage, auch griechisches Kreuz mit Krücken.

## C
- chaperonne: sinusartige Erhebung im Schildhaupt in der französischen Heraldik. Kann mit „überkappt“ übersetzt werden.
- Cymbelschnitt: Schildteilung durch Spitzen (Zinnenschnitt, Eisenhütlein)

## D
- damasziert: ornamentale Ausmalung des Feldes
- Damaszierung: Verwendung von Arabesken und bedeutungslosen Mustern zur Belebung der Wappenfelder
- Deichsel: Gabelkreuz oder Schächerkreuz
- Devise: kurzer Spruch unter dem Wappen, meist auf Band oder Zettel; dauerhaft beim Wappen verbleibende Devise heißt Wappenspruch.
- Doppeladler: zweiköpfiger Adler
- Doppeladler, byzantinischer: dreifach gekrönter Doppeladler, später mit Brustschild, das den heiligen Georg zeigt. Nach 1453 nachweisbar und besonders auf russischen Wappen.
- Doppelkreuz: auch Radkreuz, aus dem griechischen und Andreaskreuz gebildet. 8 Schenkel mit einem Ring, sogen. Glorienschein („Mainzer Rad“ im Wappen von Mainz)
- Doppelwolkenschnitt: eingekerbten Herzen ähnlich
- Doppelzinnenschnitt: Schnitt
- Drache: wurmartiges Tier mit spitzem Kopf, aufgerissenem Rachen, zwei Löwenfüßen und Fledermausflügeln; vierfüßig ist es ein Lindwurm
- Dreiberg: heraldische Figur aus drei symmetrisch angeordneten runden Kuppen, die mittlere größer (5–25 möglich).
- Dreiköpfiger Adler: äußerst seltenes Wappentier
- Drudenfuß: Pentalpha
- Drudenkreuz: Pentalpha
- durchbohrt: Figur mit eingeschnittener, runder Öffnung
- durchschlungen, durchzogen, durchsteckt: eine Figur durch die Öffnung einer anderen gesteckt.

## E
- Ecksparren: Sparren links oder rechts im Wappenschild
- eingebogen: Heroldsbild mit nach innen gezogenen Linien, auch eingeschweift, s. Spitze.
- eingefasst: von einem Bord umgebenes Heroldsbild
- Einverleibung: beide Figuren der Wappen werden im neuen Schild zusammengesetzt
- Eisenhutschnitt: Zinnen oben oder unten zugespitzt
- en face gestellt: Visier, so viel wie hersehend
- erhöht: Heroldsbild geht über die übliche Höhe hinaus
- erniedrigt: Heroldsbild geht nicht bis zur übliche Höhe hinaus. Beispiel ist eine erniedrigte Spitze.

## F
- Faden: Balken, Schrägbalken oder Pfahl von nur halber Breite. Die Stelle des Balkens nimmt der Querfaden, die des Schrägbalkens der Schrägfaden, die des Pfahles der Pfahlfaden oder Stab ein. An Stelle des Kreuzes tritt der Kreuzfaden.
- Feh: Pelzwerk, bevorzugt in blau-silber.
- Feldgeschrei (frz. Cri): siehe Kriegsgeschrei
- Fensterrauten: ausgebrochene Rauten
- Fersenstelle: auch Fußort oder Punkt: Schildfläche an der Schildspitze gegenüber dem Ort.
- feuerspeiend: Wappentiere mit Flammen aus dem Maul und Vulkandarstellungen mit Flammen aus der Vulkanspitze.
- Feuerstahl: Synonym für Mond
- Fischgeschwänzt: Darstellung der Wappenfigur geht ab der Hüfte in einen Fischschwanz über.
- Flachzinnenschnitt: Wappenschnitte
- Flanchis: schmales schräggelegtes gemeines Kreuz
- Flankiert: Darstellung am Schildrand
- Flug: in der Heraldik die beiden halbkreisförmig auseinandergezogenen Federn dargestellter Vogelflügel, gewöhnlich des Adlers; alle Arten des Fluges auch als Helmzier.
  - geschlossener Flug: die Flügel deckend übereinander (aufeinander) liegend
  - halber Flug: ein Flügel
  - offener Flug: beide Flügel mit den Sachsen (inneren Seiten) einander zugewandt, die Schwungfedern nach außen gestellt
- flugbereit: stehender Vogel mit ausgebreiteten Flügeln
- Frauenärmel: Arm mit daranhängener Tasche, siehe Arm (Heraldik)
- Freiviertel: kleines Feld im Wappen, das sich im rechten oder linken Obereck in einer besonderen Darstellung und Größe abhebt

## G
- Gabelkreuz, Schächerkreuz: Deichsel
- Gante: Pfau mit Frauenkopf
- geaugt: Wappentiere mit andersfarbigen Augen
- gebildet: Mond und Sonne haben eine menschliche Gesichtszeichnung, siehe gesichtet
- Gedächtniswappen: Wappen zur Erinnerung
- gedornt: mit Dornen versehen: gedorntes Kreuz
- gefähnelt: Fahne an einem Heroldsbild
- gefähnelte Lanze: Fahne an einer Lanze als Heroldsbild
- geflügelt: mit Flügeln versehen (Drache)
- gefüllt: heraldische Rose mit doppelter Reihe von Blütenblättern
- gefugt: Fugen mit vom Mauerwerk abweichender Tingierung
- Gegenhermelin: silberne Schwänzchen in schwarzem Fell, auf Wappenmänteln nicht stilisiert.
- gegittert: Strichbalken und Strichpfähle zum Gitter
- gegrifft: das Gefäß (Griff, Heft) einer Blankwaffe (Degen, Säbel, Schwert, Dolch) ist anders tingiert[6]
- gekehrt: auch gewendet nach rechts oder links gekehrt / gewendet sind Wappenfiguren und Wappentier, wenn die Richtung abweicht vom Standard
- gekreuzt: zwei Figuren in der Lage eines Andreaskreuzes
- gelöwt: Leopard mit Merkmalen des Löwen
- gemauert: Schindeln liegen waagerecht
- gemein: so viel wie einfach
- gerautet: auf der Spitze stehende Quadrate (siehe Kantenwürfel)
- Geryonskopf: Fantasiegestalt
- geschacht: schachbrettartige Teilung/Spaltung
- geschindelt: schmale Spaltung, weite Teilung
- geschlossener Flug: Flügel deckend übereinander (aufeinander) gelegt
- geschuppt: siehe Schuppe (Heraldik)
- Gesellschaftswappen: Wappen von Orden mit eigenem Wappen vereinigt
- gesenkt: kopfstehende Figur; beim Anker (Standard) weist der Flunkenbogen (Kreuz des Ankers aus Armen und Schaft) nach unten, Ring mit Schwammholz (Stock) nach oben
- gesichtet: Darstellung eines Gesichtes wie in Hachenbach
- gespalten: senkrechte Schildteilung
- gespiegelt: Pfauenfedern mit andersfarbigen „Augen“
- gespornt: mit Sporen (Ritter)
- gesprenkelt: Ausdruck für damaszierte Schildflächen, unheraldisch aus dem 18. Jahrhundert
- geständert: Aufteilung in meist acht Sektoren (Ständer) durch eine senkrechte, eine waagrechte und zwei diagonale Linien.
- gestückt, Balken, Pfahl oder Bord mehrmals mit zwei Tinkturen dargestellt.
- Gestümmelt: Teile des Wappentieres fehlen (Bewehrung, Schwanz, Beine)
- gestürzt: kopfstehende Figur; beim Anker weisen Ring mit Schwammholz (Stock) nach unten
- geteilt: Schild durch waagerechte Linien zerlegt
- geviert: Schild durch eine Teilung und eine Spaltung in 4 Felder zerlegt
- geweckt: schlankere Rautenteilung
- Gewitter: nach unten züngelnde Flammen aus stilisierten Wolken
- Gezähe: bergmännisches Handwerkzeug, häufige Darstellung in Wappen von Bergbauregionen
- geziert / ungeziert: Wappenfiguren zeigen Geschlechtsteile / keine[7]
- gezinnt: Mauer mit Zinnenkranz als Abschluss
- Gleven, Glevenkranz, Glevenrad: besondere Anordnung der Lilien
- Gnadenwappen: Wappen als Gunstbezeugung
- Göpel: Heroldsbild in Form eines kopfstehenden Ypsilons
- Greif: Wappentier mit spitzohrigem Adlerkopf und -vorderkrallen, Restleib vom Löwen; im Wappen stets im Profil; Bewehrung (Krallen, Schnabel, Zunge, Vogelbeine) oft anders tingiert.
- Gugel: haubenförmige Kopfbedeckung

## H
- halb: Bezeichnung für mit einer Hälfte dargestellte Wappenfigur, die sich immer feldmittig befinden; Gegensatz zu wachsend
- halbgeteilt: nur eine Schildhälfte geteilt
- Halbierung: Halbierung des Schildes durch Spaltung, seltener durch Teilung oder Schrägstellung monogrammatische Vereinigung
- halsbekrönt: auch halsgekrönt, einem Wappentier wird eine Krone über den Hals gezogen, oft eine Blattkrone. Siehe auch Behalst
- Hamaide(n): (frz. hamayde) gegen die Schildspitze schräggeschnittenes Balkenstück
- Harpyie: Fantasiegestalt, Adlerweibchen, Jungfrauenadler
- Hausmarken: rein lineare willkürliche Zeichen, älter als Wappen, lassen sich systematisch beschreiben (Vierkopfschaft, Pfeilspitzschaft etc.)
- Heiratswappen: Allianzwappen
- Helm: sitzt im Vollwappen auf dem oberen Schildrand als Topfhelm (13. Jahrhundert), Kübelhelm, Stechhelm, Bügel- oder Spangenhelm; stellt die Mitte des Vollwappens dar.
- Helmlin: Visierhelm
- Helmdecke: Ursprünglich Helmbedeckung als Sonnenschutz, dann oft phantasievoll zweifarbig (auch mehrfarbig) in Streifen geschnitten (gezaddelt) und mit Quasten versehen.
- Helmsiegel: Siegel, die nur den Helm und nicht den Schild berücksichtigen
- Helmzier: Wulst, Kissen
- Heppe: eigentlich Hippe; älterer Ausdruck für Sichel, Sense, Rebmesser; oft in Wappen als gemeine Figur.
- Hermelin: schwarze Schwänzchen in Silber; auch als „Flammen“, in Köln „Tränen“ genannt.
- Heroldsbild: Bezeichnung für eine Gestaltung eines Wappenschildes, die auf einfachen geometrischen Strukturen basiert.
- hersehend: Kopf der Wappenfigur ist dem Betrachter zugewandt
- hervorbrechend: Teil einer Figur ragt aus dem Schildrand hervor
- Herzschild: Ein in der Mitte, an der Herzstelle des Schildes angebrachter kleiner Schild (frz. Écusson).
- Herzstelle: Stelle in der Wappenmitte
- Hexagramm: sechseckiger Stern
- hinten: linker Schildteil
- Hirtenschippe: Attribut des heiligen Wendelin im Wappen von Westerngrund

## I
- im Visier: hersehen, die Wappenfigur blickt den Betrachter an
- Infulwappen: infuliertes Wappen, von Bischöfen (ausnahmsweise auch von Äbten und Päpsten) geführtes, auf Münzen abgebildetes Wappen, das eine Inful oder Mitra krönt.
- Initialwappen: Buchstaben im Wappen
- Innenbord: siehe Schildbord
- in verkehrter Ordnung: Wappenbilder sind nicht 2:1 im Schild, sondern 1:2 gestellt.

## J
- Jerusalemkreuz: griechisches Kreuz, bei dem in den vier Quadranten jeweils ein kleineres griechisches Kreuz angeordnet ist; das Hauptkreuz auch als Krückenkreuz darstellbar.
- Jochschnitt: Wappenschnitt
- Jungfrauenadler: Adler mit Jungfrauenoberkörper

## K
- kampfbereit wird hauptsächlich das Wappentier Hahn im  Wappen beschrieben[8], wenn ein Fuß erhoben ist
- Kantenwürfel: auf der Spitze stehendes Quadrat
- Kartusche: in Form einer halb aufgewickelten Rolle und umgebogenen Laubwerk bei Wappen angebrachte Verzierung (häufig identisch mit dem Wappenschildrand), die zur Aufschrift des Titels dienen kann
- Kerbschnitt: Wappenschnitt aus kleinen Rundungen bestehend, gekerbt
- Kerbzinnen s. Zinnen, eingeschnittene oder welsche
- Keryx: (griech.) Herold
- Kissen: Wulst, aus meist unterschiedlich gefärbten Stoffen zwischen Helm und Helmzier oder als gemeine Figur im Schild
- Klauenflügel: Vogelklaue mit einzelnem Flügel, s. Flug
- Kleeblattkreuz: St.-Thomas-Kreuz
- Kleeblattschnitt: Wappenschnitt
- Kleestängel: Kleinod eines Adlers
- kopfstehend: gesenkte Figur
- Kranich: Wappentier, oft auf einem Bein stehend mit einem Stein im erhobenen Fuß (im Unterschied zum Reiher); Allegorie der Wachsamkeit.
- Kreuzzinnenschnitt: auch Kreuzschnitt, wenn Kreuze auf den Zinnen stehen
- Kriegsgeschrei: Motto auf dem Wappenschild
- Krücke: Heroldsbild
- Krückenkreuz: mit vier kleinen Kreuzen bewinkelt
- Kürsch: Fellstücke darstellend

## L
- Landsknecht: Bär mit Hellebarde
- Landwächter: Adler, Drache, Stier und Wikinger im Wappen Islands
- lateinisches Kreuz: Passionskreuz
- laufend: Wappentiere mit einem erhobenen Vorderfuß
- ledig: Schild/Feld ohne Heroldsbilder oder gemeine Figuren, nur Tinkturen einfarbige Wappenschilde – Pferd ohne Zaumzeug und Sattel
- leopardiert: Löwe mit Merkmalen des Leoparden
- Lichteck: kleines, anders tingiertes Viereck im Wappenschild
- Lindwurm: wie der Drache, nur vierfüßig und nicht feuerspeiend
- links: hinterer Schildteil; „links“ und „rechts“ stets vom Wappenträger aus gesehen.
- linksgewendet: ein Wappentier steht gedreht und schaut nach links
- Linkspfahl: Heroldsbild Pfahl ist aus der Mitte nach der heraldisch linken Seite, zum linken Wappenrand, verschoben. (Gegenstück Rechtpfahl)
- Lohehörner: alter heraldischer Ausdruck für Büffelhörner
- Löwenmaske: Löwenkopf von vorn gesehen, er ist „en face“ gestellt
- Löwin: Bezeichnung für einen mähnenlosen Löwen

## M
- Maarfuß: Pentalpha
- Mandorla: die ganze Figur umschließender Heiligenschein
- Markmeißischer Löwe: eine feste Bezeichnung für diesen Löwen im Wappen von Leipzig
- Markuslöwe: geflügelter goldener Löwe mit Heiligenschein, in den Pranken ein aufgeschlagenes Buch haltend, Wappentier der Stadt und Republik Venedig.
- Mauerkrone: Krone in Form einer Mauer. Sie bedecken meist den Schildhauptrand der Wappenschilde von Städtewappen
- Meerfrau, Melusine, Meerjungfrau: Frauenoberkörper mit Fischschwanz, oft hochgebogenem, geteilten Schwanz
- Merlette: Die Merlette ist ein heraldisch gestutzter kleiner, entenartiger Vogel. Ihm fehlen Schnabel und Füße.
- Metalle: andere Bezeichnung für Gold und Silber (für gelb und weiß)
- Mond: Meist als Halbmond mit (gebildet, gesichtet) und ohne Gesicht (ungebildet, ungesichtet) im Profil, oft mit überfallenden Spitzen, selten als Vollmond.
- Montfortsche Kirchenfahne: feststehende Bezeichnung einer dreilatzigen Fahne (Fahne mit drei Hängel) im Wappen (z. B. Tübingen)
- Mörwurm: Bezeichnung für ein fischgeschwänztes Wappentier
- Mumblatt: Seeblatt

## N
- nach Figur belegt: Stellung nach der Schildteilung
- natürlich: unstilisierte Darstellung von Lebewesen (z. B. Farben)
- nebeneinander -> balkenweise Anordnung
- Nesselblatt: kein Pflanzenblatt, sondern missverstandener Zackenbord z. B. das holsteinische Nesselblatt
- Netznadel: seltene gemeine Figur nach dem Werkzeug (Gamvik, Norwegen)
- nimbiert: mit Heiligenschein (Nimbus) umgebener Kopf

## O
- ober- und unterhalb: halbe Figur im Feld (z. B. unterhalbes Mühlrad)
- Obereck: Lage einer Schildteilung (neun Felder), rechtes (Feld 1) und linkes (Feld 3) Obereck, bei Viertelung: rechtes (Feld 1), linkes (Feld 2)
- Oberständer: Heroldsbild, entsteht aus der Ständerung
- offener Flug: beide Flügel mit den Sachsen (innere Seite) einander zugewandt, die Schwungfedern nach außen gestellt. Gegensatz: geschlossener Flug.
- Oriflamme (1): die Reichsfahne im Königreich Frankreich
- Oriflamme (2): am Querstab hängende zipflige Fahne
- Ort: ein mitten am Schildrand angebrachtes Quadrat anderer Färbung als der Hauptschild und gewöhnlich kleiner als das Freiviertel
- Osterlamm: Lamm Gottes, Gotteslamm, Agnus Dei, auch Zunftzeichen der Metzger.

## P
- Panzerarm: geharnischter Arm
- Panzerbein: geharnischtes Bein
- Pentalpha: Fünfeckstern, auch Drudenfuß, Drudenkreuz, Alpfuß, Alpkreuz, Maarfuß, Pentagramm genannt; man nahm es als mystischen Zeichen, um Hexen und Druden (teils gute, teils böse Nachtgeister des deutschen Volksglaubens) abzuhalten.
- Persivant: vereinfacht Helfer der Herolde, Anwärter
- Pfahl: senkrechter Balken, auch Stab
- Pfahlschnitt: Wappenschnitt
- pfahlweise: Anordnung senkrecht untereinander
- Pfropfschnitt: Wappenschnitt
- Puppen: Bezeichnung für wachsende Figuren
- Plattkreuz: Antoniuskreuz
- Plevnakrone: eiserne Krone im ehemaligen Königreich Rumänien

## Q
- quadriert: so viel wie geviert, in 4 Teile zerteiltes Heroldsbild
- Quadrierung: im 1. und 4. Quartier wird das quadrierte Wappen eingelegt, im letzten Viertel nutzte man die Möglichkeit, um 3 oder 4 Wappen zusammenzuführen. Auch die Herzschildnutzung kommt als Mittelvierung vor.
- Querfaden: Balken von halber Breite

## R
- Radkreuz: Doppelkreuz, aus dem griechischen und Andreaskreuz gebildet. 8 Schenkel mit einem Ring, sogen. Glorienschein.
- Radreifen: z. B. Mainzer Rad
- Rangkrone: heraldischer Sammelbegriff für alle Kronen der verschiedenen Adelsabstufungen; sie deckt als Standeskrone den Wappenschild.
- raubend: Wappentier mit einem Gegenstand zwischen den Zähnen
- Raute: regelmäßiges Parallelogramm, in der Heraldik oft als Wecke bezeichnet.
- Rautenschild: Damenschild
- rechts: vorderer Schildteil; „links“ und „rechts“ stets vom Wappenträger aus gesehen.
- Rechtpfahl: Heroldsbild Pfahl ist aus der Mitte nach der heraldisch rechten Seite, zum rechten Wappenrand, verschoben. (Gegenstück Linkspfahl)
- Redendes Wappen: bildlicher Bezug zum Wappenträger, gibt Namen oder Rang des Trägers, die Lage oder Landschaft eines Ortes bildhaft wieder.
- Regenbogen: gebogener Balken oder Schrägbalken rot-gold-blau geteilt
- Reichsapfel: symbolische Kugel mit aufsitzendem Kreuz
- Reiher: seltenes Wappentier, auf einem oder beiden Beinen stehend, auch fliegend dargestellt.
- Roch: Schachturm
- Rochlilie: Lilie in Form eines Schachturmes
- Rose: Gemeine Figur, als Lippische Rose, Geldernsche Rose oder andere Form; meist fünf, auch vier, sechs und mehrblättrig
- Rosenschnapel: auch Rosenkranz, geflochtenes Ast- oder Strauchwerk
- ruhend: ein Wappentier liegt ohne erhobener Pranke, Pfote oder Fuß im Wappen
- rückgewendet: widersehend
- rückgewendet: Kopf rückwärts gedreht
- Rüde: schwerer Hund mit Stutzohren und in der Regel mit einem Stachelhalsband
- Rutenbündel → Fascis

## S
- Sachsen: innere Seite des Adlerflügels
- Saum: Bezeichnung für einen schmalen Bord (Schildbord)
- Säulen des Herakles: Prachtstücke neben dem spanischen Wappen, rechts und links je eine Säule
- Schächerkreuz: Deichsel oder Gabelkreuz
- Schattenfarbe: Ohne eigene Tinktur, nur in Konturen
- Scherbvogel: mehr natürlich als heraldisch dargestellter halbseitwärts auffliegender Adler (Adler in der Napoleonischen Heraldik).
- Schildbord: ein (Schild-)Bord ist ein Heroldsbild und ähnelt einer Einfassung; er läuft entlang des Schildrandes; ist er besonders schmal, wird er als Saum bezeichnet; verläuft der Schildbord parallel zum Schildrand innerhalb des Schildes, bezeichnet man ihn als Innenbord.
- Schildhalter: auch Wappenhalter genannt. Tiere oder menschliche Figuren, die neben dem Schild stehen und diesen halten.
- Schindeln: auch Billette benannt
- Schirmbrett: auch Scheit, Spiegel oder Würtel, brettartiges Hilfskleinod als Scheibe, Vieleck, Fächer etc. aufrecht auf dem Helm zum Zweck spezieller Darstellungen
- schlafend: ein liegendes Wappentier mit geschlossenen Augen und den Kopf auf den Vorderbeinen abgelegt.
- Schlüssel und Schwert: bedeuten Gerichtsbarkeit, Stadtrecht, auch verschlossen
- Schnitte, eigentlich Wappenschnitte: zu den Schildteilungen zählenden vielfältig geformte Schnitte.
  - Astschnitt: Wappenschnitt geästet, schräggestellte Zinnen
  - Bogenschnitt: auch ein- oder ausgerundet gebogene Spitzen, die aus dem Seitenrand kommen, nennt man Wolfszähne
  - Doppelwolkenschnitt: Wappenschnitt, wie eingekerbte Herzen
  - Doppelzinnenschnitt
  - Eisenhutschnitt: Zinnen oben oder unten zugespitzt
  - Flachzinnenschnitt
  - Jochschnitt
  - Kerbschnitt: aus kleinen Rundungen bestehend, gekerbt
  - Kleeblattschnitt: Form des Schneckenschnittes
  - Kreuzschnitt
  - Kreuzzinnenschnitt: auch Kreuzschnitt, wenn Kreuze auf den Zinnen stehen
  - Krückenschnitt: den Kreuzen fehlt der Oberbalken
  - Lappenschnitt
  - Lilienschnitt: in Form der heraldischen Lilie
  - Lindenblattschnitt: Form des Schneckenschnittes
  - Palisadenschnitt Wappenschnitt
  - Pfahlschnitt
  - Pfropfschnitt: Wappenschnitt
  - Sägezahnschnitt: Wappenschnitt
  - Schindelschnitt
  - Schneckenschnitt: Wappenschnitt, wenn von der Mitte eine Spirale zur Mitte des Schildrandes oder zu einer Ecke und eine zweite gleichlaufende zur Seite oder Ecke gegenüber gezogen wird. Enden die beiden Spiralen in einem Blatt (Kleeblatt, Lindenblatt …) so spricht man von Kleeblatt-, Lindenblattschnitt o. ä.
  - Schrägzinnenschnitt: Zinnenschnitt, schräg
  - Schuppenschnitt: aus kleinen Ausrundungen bestehend, ausgeschuppt
  - Spickelschnitt: Dreiecksschnitt
  - Spitzenschnitt: bei wenigen Spitzen wird die Zahl angegeben, z. B. mit 4 gestürzten Spitzen
  - Stufengiebelschnitt
  - Stufenschnitt: abwechselnd nach links und rechts rechtwinklig gebrochene Linie; liegt der höhere Teil an der rechten Seite, heißt es „mit rechter Stufe geteilt“, andernfalls mit linker.
  - Tannengipfelschnitt
  - Tannenreisschnitt
  - Wellenschnitt: gewellter Balken, auch Fluss genannt
  - Wogenschnitt:
  - Wolkenschnitt: stark ausgerundete, kugelartig erscheinende Wellen
  - Zahnschnitt: gezahnt, viele kleine Spitzen
  - Zinnenschnitt: durch quadratische Vorsprünge in der Linie gebildet; stehen bei einer beiderseits gezinnten Figur die Zinnen der einen Seite gegenüber den Scharten der anderen, ist die Figur gezinnt und gegengezinnt, sind die Zinnen oben schräg eingeschnitten, sind es welsche Zinnen.
    - Zinnen, eingeschnittene: welsche Zinnen
- Schragen: Andreaskreuz
- schragenweise: Anordnung in Form eines Schrägkreuzes
- schräggegittert
- schräggekreuzt: schragenweise
- schräggeteilt: diagonale Teilung (rechts oder links)
- schräggeviert: Linien kreuzen als Diagonale
- Schrägkreuz: Andreaskreuz
- schräglinksverschoben
- Schrägzinnenschnitt: Wappenschnitt
- schreitend: laufend
- Schröterhorn: Seeblatt
- Schuppenschnitt: aus kleinen Ausrundungen bestehend, ausgeschuppt
- schwebend: abgeledigt
- schwebend: Figuren berühren nicht den Schildrand
- Schwebendes Kreuz: griechisches Kreuz
- Seeblatt: heraldische Figur in Form eines herzförmigen Blattes, dessen Mitte von oben kleeblattförmig ausgeschnitten ist.
- Seejungfrau: Melusine, Frau mit Fischschwanz, Meerfrau
- Seelöwe: Löwenkopf mit zwei Vorderbeinen und Fischschwanz
- Seitenbalken: Flankenbalken, das Heroldsbild Flanke und Balken in einer Farbe, sowohl rechts wie links, auch schräglinks oder –rechts möglich
- sinkend: kopfstehende Figur
- Sonne: runde Scheibe meist als Gesicht (gebildet), ohne Gesicht (ungebildet), die Strahlen abwechselnd gerade und geflammt.
- Spalt: senkrechte Teilungslinie eines Wappenschildes, max. 2/7 der Schildbreite, s. am Spalt, gespalten
- Spickel: Heroldsbild und gemeine Figur in Dreiecksform; durchbrochen als Triangel
- Sparren: An der Wappenmittellinie schräg abfallende und an der Spitze miteinander verbundene Balken
- Spickelschnitt: Wappenschnitt in Dreiecksform
- Spindeln: langgezogene Rauten
- Spitze: Heroldsbild, auch Keil, Sporn oder Pyramide; dient der Dreiteilung des Schildes in gerader, aus- oder eingebogener (eingeschweifte Spitze) Form; erhöht, erniedrigt, halb, gestürzt, linke und rechte Seitenspitze. Dabei richtet sich die Benennung nach der Richtung.
- Spitzenschnitt: Wappenschnitt, bei wenigen Spitzen mit Zahlangabe, z. B. mit 4 gestürzten Spitzen
- springend: Vierbeiner auf den Hinterfüßen stehend
- St.-Thomas-Kreuz: Kleeblattkreuz
- Stab: s. Pfahl
- Ständerung: Heroldsbild mit radialer Einteilung der Fläche in mehrere Plätze, wobei der Winkel der „Kuchenstücke“ gleich ist. Man spricht von einem n-fach geständerten Schild, wenn die Anzahl der vom Zentrum ausgehenden Teilungslinien n ist, oder von einem „zu x Plätzen geständerten Schild“, wenn die Anzahl der erhaltenen Flächen x ist. Im Falle einer Ständerung zur Mitte ist n = x, im Falle einer Ständerung zum Rand, Haupt oder Fuß ist n = x−1. Ohne weitere Angaben geht man von einer 8fachen Ständerung zur Mitte aus. Das einzelne Segment heißt Ständer.
- stehend: alle Füße auf dem Boden
- Steigbaum: gemeine Figur, mittelalterliche einholmige Leiter für Kriegszwecke z. B.: Familie Bredow
- steigend: Tier auf den Hinterfüßen stehend und ein Bein vorsetzend
- Stieradler: auch Adler mit Stierkopf (frz. aigle à tête de taureau; engl. eagle with bull's head) seltene gemeine Figur
- Stufengiebelschnitt: Wappenschnitt
- Stufenkreuz: byzantinisches Kreuz
- Stufenschnitt: abwechselnd nach links und rechts rechtwinklig gebrochene Linie; liegt der höhere Teil an der rechten Seite, heißt es „mit rechter Stufe geteilt“, andernfalls mit linker.

## T
- Tannengipfelschnitt: Wappenschnitt
- Tannenreisschnitt: Wappenschnitt
- Tanzbär: Bär mit Axt
- Tartsche: Schildform mit Lanzenaussparung, ein- oder beidseitig
- Tatzenkreuz: Kreuz mit verbreiterten Enden
- Taukreuz: Antoniuskreuz, alttestamentliches Kreuz, ägyptisches Kreuz
- Teilung: waagerechte Schildteilung oder diagonale, s. schräggeteilt; Gegenstück: Spalt
- Teilungslinie: Ort der waagerechten Teilung eines Wappenschildes, max. 2/7 der Schildhöhe, s. an (auf) der Teilungslinie.
- tingiert: gefärbt
- Tingierung: Farbgebung
- Treuhand: zwei ineinander verschlungene Hände
- Triangel: durchbrochener Spickel
- Triquetra: extrem seltene gemeine Figur einer dreispitzigen Rosette (drei verbundene Kreisbögen)
- Trinacria: seltene dreibeinige, frauenhäuptige, gemeine Figur Siziliens
- Triskele: gemeine Figur aus drei radialsymmetrisch angeordneten Kreisbögen
- Trysub: Symbol im Wappen der Ukraine, Darstellung der Freiheit

## U
- umkränzt: Verwendung eines Ähren- oder Ehrenkranzes
- unbebartet (unbespitzt): ohne Kelchblätter versehene stilisierte Blüte (Rose)
- ungeziert: Wappentier, so ein Wolf, zeigt kein Geschlechtsteil
- unklar: mit einem Tau umgebener Anker
- Untereck: Lage einer Schildteilung (neun Felder), rechtes (Feld 7), linkes (Feld 9); bei Viertelung: rechtes (Feld 3), linkes (Feld 4)
- überdeckt: erstgenanntes Bild mit Randberührung zum Teil verdeckt
- übereinander → pfahlweise; in der Richtung eines Pfahles senkrecht übereinander angeordnet
- überhöht: kleine Nebenfiguren über der Hauptfigur
- überzogen, überlegt: überdeckt

## V
- verkappt: ein Wappentier mit über den Kopf gestülpten Helm
- versenkt: heißt eine Figur im Wappen, wenn sie kleiner als die sie umgebenden Figuren dargestellt wird[9]
- Vlies: Widderfell (Beispiel: Goldenes Vlies)
- Vögel: meist stehend, seltener auffliegend; heimische Vögel in der deutschen Heraldik
- Vollwappen: komplettes großes Wappen mit Helm, Helmdecken, Helmzier und Schildhalter sowie Devisen
- vorder- und hinterhalb: halbe Figur im Feld (z. B. hinterhalbes Rad)
- vorn: rechte Schildhälfte
- Vytis oder Verfolger: Wappenfigur im litauischen Wappen und auf den Euro-Münzen dieses Landes.

## W
- wachsend: oberer Teil der Wappenfigur geht aus einem Heroldsbild oder aus einer Teilungslinie hervor. Unterschied zu halb.
- Waffen: Schnäbel, Krallen, Zähne, Klauen oft andersfarbig dargestellt. Das Tier wird dann als bewehrt oder bewaffnet bezeichnet.
- Wappenhalter: Schildhalter
- Wappenkönig: Herold
- Wappenkunde: Heraldik
- Wappenmantel: wahrscheinlich von Philipp Morean etwa um 1680 eingeführt, auch Wappenzelt oder Thronzelt; in der Heraldik aus Purpur mit Hermelin gefütterte Mäntel, die mit der entsprechenden Krone gekrönt wird und fürstliche Wappen zur Unterlage dienen.
- Wappenrolle: Wappenbrief
- Wappenschild: Motiv/Bild
- Wappenspruch: stets beim Wappen verbleibende und vererbte Devise, gibt Aufschluss über Selbstverständnis und Mentalität des Wappenträgers.
- Wappensteuer: Luxussteuer, in England für das Recht, ein Wappen zu führen, erhoben; in Sätzen nach der Wagensteuer abgestuft.
- Wecke: schlanke Raute. Das Wappen ist geweckt. z. B. Bayern, Wittelsbacher
- Wellenschnitt: gewellter Balken, wird auch Fluss genannt
- Wendelring: entstammt einem Fund der Hallstattzeit aus einem Grab in Oberhausen bei Kirn, eine gemeine Figur.
- Wiederkreuz: Kreuz (Heraldik)
- Wilde Männer: Schildhalter, besonders im Königreich Preußen
- Winkelhaupt und Winkelschildfuß: eine bestimmte, einfache Aufteilung des Wappens
- Winkelmaß: erniedrigter Ecksparren
- Wogenschnitt: wellenartiger Wappenschnitt
- Wolf: Wappentier und Symbol der Heiden
- Wolfsangel: hakenartiges Symbol, vermutlich stilisiertes Jagdgerät
- Wolken: durch Wolkenschnitt dargestellt
- Wolkenschnitt: wenn die Wellen so stark ausgerundet sind, dass sie kugelartig erscheinen
- Wulst: Kissen, Helmzier, gedrehter Stoffring zwischen Helm und Helmzier; s. Kissen
- Wurfparte: Waffe zum Herunterreißen des Gegners vom Pferd. Eine Angel mit Seil, ähnlich der wiegemesserförmigen Wolfsangel

## Z
- Zahnrad: bedeutet Industrie
- Zahnschnitt: gezahnt, viele kleine Spitzen
- Zimier: Helmkleinod, Helmzier
- Zinnen, eingeschnittene: welsche Zinnen
- Zinnenfeh: Darstellung und Tingierung
- Zinnenschnitt: durch quadratische Vorsprünge in der Linie gebildet; stehen bei einer beiderseits gezinnten Figur die Zinnen der einen Seite gegenüber den Scharten der anderen, ist die Figur gezinnt und gegengezinnt; oben schräg eingeschnittene Zinnen heißen welsche Zinnen.
- zugewendet oder gegengewendet: Tiere sehen sich an
- Zunftwappen: wappenartige Zeichen für Handwerk, Gilden und Zünfte; enthalten typische Handwerkzeuge, Produkte (Hämmer, Brauerwerkzeug, Zirkel, Brezel) und Zunftsymbole; keine echten Wappen.
- Zwillingsfadenkreuz: Kreuz (Heraldik)